# Бјелопавлићи
Бјелопавлићи су српско племе, потомци Бијелог Павла и Стефана Дечанског, славе Свету Петку. Бјелопавлићи су једно од седам брдских племена на територији Црне Горе. У историјским изворима, у Дубровнику, први пут се спомињу 1411. године.
Бијели Павле, који је био оснивач племена, имао је два сина:
- Шћепана, који је имао 2 сина, који чине породице:
  - Вражегрмци
  - Мартинићи
- Митра, који је имао 5 синова, који чине породице:
  - Петрушиновићи
  - Павковићи
  - Томашевићи
  - Калезићи
  - Новаковићи

Гроб Бијелог Павла налази се у „Градац Јовановића“. Град Ђоја дел Коле у Италији, су насељавали неки Бјелопавлићи побегли од Турака, од којих су остала два камена ктиторска записа (о црквама Светог Јована и архангела Михаила са болницом) из 1500. и 1506. године
У Бјелопавлићима се чувају мошти два велика свеца: Светог Василија Острошког у манастиру Острог и Светог Арсенија у манастиру Ждребаоник.

## Племенска област
Бјелопавлићи се налазе на странама и у долини Зете. На западу се граниче са Пјешивцима, на истоку са Ровцима и Пиперима, на северу са Жупом Никшићком, а на југу са племеном Загарач. Племе се делило на четири највећа огранка (од Острога до Подгорице): Вражегрмци(по месту Вражји грм), Павковићи, Петрушиновићи, Мартинићи. Према статистици Среског Начелства у Даниловграду 1920. године, у Бјелопавлићима има 2665 домова и око 14000 душа. Према броју становника оно је једно од највећих племена на просторима Црне Горе. Територија племена Бјелопавлића се простирала у правцу исток-запад 25 km, а у правцу севера ка југу на појединим местима такође до 25 km.

## Племенска организација-Вође и скупштине
Племе се делило на огранке, а огранци на братства.
Северно од Даниловграда налази се место Вучица, где су се одржавале племенске скупштине. Оне су се одржавале неколико пута у току године, зависно од потребе. На њима се расправљало о унутрашњим питањима племена, међусобним односима братственика. Такође, доношене су и одлуке о отпору Турцима. Племе је предводио војвода, а свако братство је предводио по један кнез. У миру војвода и кнезови су судили и решавали разне спорове међу братственицима, а у рату су били главне војне старешине. Највише војвода у Бјелопавлићима потиче из братства Ђуровића са Виша и они су имали 12 војвода.
Сваки од њих је на том простору где се одржавала скупштина имао своју камену плочу-столицу.
Скупштину су сачињавали сви племеници који су могли да носе пушку.
За решавање мањих ствари сваки огранак је имао своје зборно место: Петрушиновићи су се окупљали око цркве светих Врача у Слатини, Вражегрмци на Врелима, а Павковићи на месту званом Поротиште.

## Сукоби Бјелопавлића и Црногораца
- Приликом једног од покушаја херцеговачког ослобађања Никшића од Турака, Чолак Анта је позвао Петра Првог да с Црногорцима и Брђанима помогне Херцеговцима освојити Никшић. Чолак се понудио да са Србијанцима први иде у јуриш. Предлог су радо примили Бјелопавлићи и Пјешивци. То принуди владику Петра да и он пристане. При удару на град владика с Црногорцима остане пасиван, чиме изложи Бјелопавлиће великој погибији и овом издајом омогући Турцима велику победу. Погинуо је барјактар Бјелопавлића, Зрно Станков Бошковић. Због ове издаје владике Петра умало није дошло до покоља између Бјелопавлића и Црногораца. Тада је чувени бјелопавлићки јунак Ђорђије Вујадиновић, Острошки игуман, гађао владику из пушке називајући га издајицом и "дробошаром". Због ове издаје владике Петра више никада није могло доћи до слоге између Бјелопавлића и Црногораца.--[6]
- Обичај је био да се за Тројчин дан, сваке године под Острогом састају Бјелопавлићи, остала брдска племена, Херцеговци, Бокељи, племена из Босне, Старе Србије итд. Родитељи би доводили ћерке, које би ту упознавале младиће, и склапале вјеридбе.

1854. на Тројчин дан књаз Данило и његови перјаници силовали су четрдесетак бјелопавлићких дјевојака, спремних за удају. Када су то дознали, Бјелопавлићи су ријешили да се освете и убију књаза и перјанике. Ипак књаз је успио да побјегне захваљујући Блажу Радовићу, перјанику из Мартинића, који му је на вријеме јавио.
Исте године у љето десила се похара Бјелопавлића коју је књаз Данило наредио као одмазду за то што су Бјелопавлићи покушали да га убију.
Посланици великих сила, Русије и Француске, који су били главни савезници књаза Данила су осуђивали унутрашње сукобе. Поготово га је Руски конзул упозоравао да ће изгубити подршку Русије ако не буде штедио животе православних који су и тако навелико страдали у сукобу са Турцима.
Данило је због тога овај чин покушао да објасни као обрачунавање са непослушним племенима која су сарађивала са Турцима, слично као после похаре Куча.
Година 1854. је сама по себи била јако тешка за Бјелопавлиће и прије похаре књаза Данила. Након ратова са Турцима од 1852-1853, похаре турске војске у Омер пашиној години, и неродне године, уследила је велика глад па се ова година звала и гладна година.
- Међу силованим бјелопавлићким дјевојкама из 1854. године, била је и Даница Павићевић, сестра Тодора Кадића, и жена попа Пунише Павићевића. Даницу је књаз Данило отео и повео са собом. Касније, 1855. године, када се оженио Даринком Квекић, Даницу је преудао за шуру Мирка Петровића.

Дана 13. августа 1860. године у Котору, Тодор Кадић је у освети убио књаза Данила, а заузврат Краљ Никола мјесто Ћеранића главица у Бјелопавлићима изграђује у варош и даје му име Даниловград.
- Чак је краљ Никола узбуђеним Бјелопавлићима због његове издаје викнуо у Даниловграду 1. јануара 1916 године: „Брђани, издајници! „Пуцали“ сте ми на светог Петра, убили ми стрица Књаза Данила, а сад мог највјернијег официра Риста Лекића. Платићете ми то макар довео 8.000 солдата.--[6]

## Његош о Бјелопавлићима
У књижевном дјелу Лијек Јарости Турске, у пјесми Нахије,Његош прави акростих, тј од почетних слова сваке реченице твори пјесму БЈЕЛОПАВЛИЦКА :
"Бојеви те тешки одвојише,
јек пушаках свјету прогласише!
Ломећ Турке свободу си стекла,
О нахијо и племе витешко!
Подобило Спарте , Картагене,
а Србаљах дико и похвало !
Везири те много вељи памте
лијућ крвцу, с тобом се бијући
и пред тобом у трку бјежећи;
црне су им поставале мајке,-
како вазда тако и данас је.
Амин, боже, ко до тебе може ! "

## Познати Бјелопавлићи
- поп Мило Јововић
- Илија Гарашанин  политичар, председник владе
- Бајо Станишић из Винића, четнички војвода
- Воја Брајовић глумац
- Војин Ћетковић глумац
- Тања Бошковић глумица
- Свети владика Николај Велимировић
- Благоје Јововић атентатор на Анте Павелића
- Тодор Кадић атентатор на Књаза Данила
- Јовица Станишић из Винића
- Мирослав Илић од Станишића из Винића, пјевач
- Љубомир Ђуровић пјевач
- Веселин Ђурановић као младић био у четницима, Предсједник СФР Југославије
- Блажо Бошковић
- Андрија Радовић
- Петар Шобајић
- Иван Брајовић пресједник скупштине Црне Горе
- Предраг Бошковић министар одбране Црне Горе
- Вељко Милатовић убица Крста Поповића, касније Предсједник ЦГ
- Милутин Гарашанин
- Кадићи из Боана
- Бошковићи из Орје Луке
- Драган Јочић министар унутрашњих послова Србије
- Ранко Кадић
- Зоран Лакић, академик
- Борис Брајовић
- Зорица Павићевић рукометашица
- Бранко Кадић
- Васо Кадић
- Лука Вукаловић
- Душан Ђуровић књижевник
- Милован Шарановић народни херој
- Ристо Бошковић
- Хаџи Милутин Савић-Гарашанин
- Васо Брајовић
- Зоран Калезић пјевач
- Видоје Ђуровић
- Марко Ђуровић
- Жарко Ђуровић
- Веселин Ђуровић
- Василије Ђуровић Жарки
- Василије Ђуровић Вако
- Владан Ђурановић
- Мићо Станишић
- Милан Распоповић (народни херој)
- Зоран Филиповић
- Милутин Грозданић
- Миладин Павличић
- Пуниша Перовић
- Бајо Секулић
- Никола Шкеровић
- Слободан Шкеровић
- Војин Драговић
- Ђуро Чагоровић
- Милош Шобајић
- Петар Милатовић
- Новак Рамов Јововић
- Божидар Павићевић
- Боро Беговић
- Петар Бошковић
- Радосав Бошковић
- Ратко Ђуровић
- Бајо Бошковић
- Ранко Радовић
- Јован Малишић
- Драго Ђуровић
- Момир Ђуровић академик, предсједник ЦАНУ
- Милорад Дуди Кадић, пресједник општине Даниловграда од 1993. до 2002.
- Ранко Јововић, пјесник
- Игор Ђуровић, академик
- Симо Шобајић
- Игор Ђуровић пјевач, син Љубомира Ђуровића
- Божидар Бабић генерал ЈНА и министар одбране
- Радосав Мартиновић генерал ЈНА
- поп Лука Јововић
- Рамо Јововић
- Жељко Јововић пјесник
- Драган Митов Ђуровић, публициста, водитељ
- архимандрит Јосиф Павићевић
- Пуниша Павићевић
- Косто Милоњић
- Видо Бошковић
- Рамо Бошковић
- Петар Павићевић
- Мирчета Пешић
- Раде Брајовић
- Јово Пајов Радуловић са Главице
- војвода Раде (Илић) Ђуровић
- војвода Јездимир Ђуровић
- војвода Мићко Ђуровић
- војвода Бего Ђуровић
- војвода Новак Бегов Ђуровић
- војвода Петар Ђуровић
- Вуле Нешков Ђалетић
- Мирко Токов Лакић
- Стеван Ђикнић
- поп Лука Ђуровић
- поп Пуниша Павићевић
- Блажо Радовић
- Видо Ђуровић
- Драган И. Ђуровић
- Милан Вучуровић
- Божидар Бабић
- др Миодраг Царо Павличић
- проф. Др Радоман Јовановић
- проф. Др Павле М. Богетић
- проф. Др Зоран П. Богетић
- др Жељко Богетић
- др Блажо Богетић
- др Божидар Боћа Распоповић
- др Миодраг Ђуровић
- др Душан М. Вучуровић
- др Јевто Радуловић
- др Перо Калезић
- др Василије Калезић
- Мр Жељко Ђуровић
- Мр Коста Жуњић
- Вељко Радовић
- Весна Малишић
- Блажо Радовић
- Јагош Радовић
- Блажо Милованов Вулетић
- Савић Ђуровић
- Милош Богетић
- Јагош Јовановић
- Ђорђе Вујадиновић
- Филип Радуловић
- Слободан Марушић
- Алекса Павићевић
- Димитрије Дика Маренић